# Vulkanlav
Vulkanlav (Stictis populorum) är en lavart som först beskrevs av Gunnar Gilenstam, och fick sitt nu gällande namn av Gunnar Gilenstam. Vulkanlav ingår i släktet Stictis, och familjen Stictidaceae. Enligt den finländska rödlistan är arten nära hotad i Finland. Arten är reproducerande i Sverige. Artens livsmiljö är moskogar.